# Rom in Sudan
I rom in Sudan parlano la lingua domari. Immigrarono nel territorio dell'attuale Sudan dall'Asia meridionale, in particolare dall'India, in epoca bizantina.
In Sudan i rom (Dom o Nawar) si sono auto-isolati per secoli dalla cultura dominante, che li considera intelligenti ma disonorevoli. Storicamente, in Sudan hanno svolto la professione di intrattenitori musicali, ai matrimoni e in altri tipi di celebrazioni.
Il totale della popolazione Rom in questo Paese ammonta a circa 50.000 unità e include anche sottogruppi come Nawar, Halebi e Ghagar.